# Luciano Agostiniani
Luciano Agostiniani (Pistoia, 20 marzo 1939 – Firenze, 20 ottobre 2022) è stato un linguista italiano, professore di linguistica generale e filologia comparata all'università di Perugia. I suoi interessi di ricerca erano la lingua italiana, la dialettologia, la sociolinguistica e la linguistica storica.

## Biografia
Figlio di Rolando Agostiniani e Vanda Beneforti, Luciano Agostiniani completò gli studi di lettere e filosofia all'Università di Firenze nel 1972. Nel 1977 sposò Gabriella Capecchi, docente di archeologia romana a Firenze. Dal 1981 al 1987 lavorò come assistente di ricerca presso l'Università di Firenze. Dal 1987 al 2009 fu professore di linguistica generale e filologia comparata presso l'Università di Perugia. Nel 1993 divenne direttore dell'Istituto di linguistica; mentre dal 21 marzo 2003 al 2008 fu accademico corrispondente dell'Accademia della Crusca e membro del Comitato direttivo della rivista "Studi di grammatica italiana".
I suoi interessi di ricerca furono la lingua italiana, la dialettologia e la sociolinguistica. Inoltre Agostiniani si occupò di semantica, anche in relazione alla fraseologia e al linguaggio, e di linguistica storica. Il suo lavoro si concentrò in particolare sulla lingua etrusca, la sua struttura e tipologia della lingua. Diede un contributo significativo alla lettura della Tabula Cortonensis.
Era membro dell'Istituto Nazionale di Studi Etruschi ed Italici e della Società italiana di glottologia, Società Internazionale di linguistica e filologia italiana, nonché membro corrispondente dell'Accademia della Crusca.

## Opere

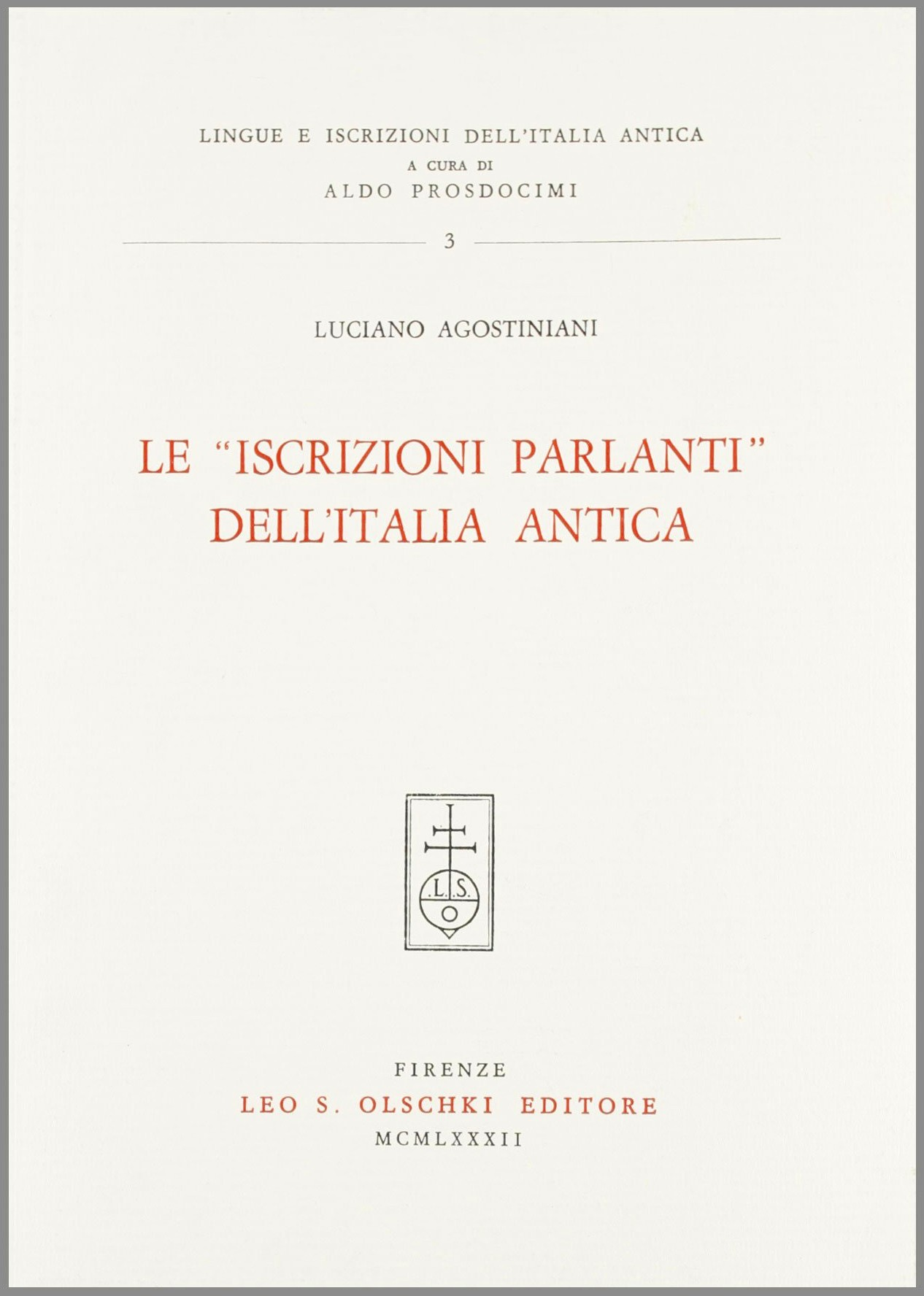
Luciano Agostiniani: Le “iscrizioni parlanti” dell’Italia antica. (1982)

- Iscrizioni anelleniche di Sicilia. Le iscrizioni elime. Olschki, Florence 1977, ISBN 9788822222855.
- Duenom duenas. καλoς καλo. mlax mlakas. In: Studi Etruschi. 49, 1981.
- Le “iscrizioni parlanti” dell’Italia antica. Olschki, Florence 1982, ISBN 9788822231376.
- Sui numerali etruschi e la loro rappresentazione grafica. In: AION Linguistica. Band 17, 1995.
- Lessico etrusco cronologico e topografico dai materiali del Thesaurus Linguae Etruscae. Olschki, Florence 1988, ISBN 9788822235954.
- Rivista di epigrafia etrusca. In: Studi Etruschi. 64, 1998.
- con Francesco Nicosia: Tabula Cortonensis. Bretschneider, Rome 2000, ISBN 8882650901.
- Sulla iscrizione di Larthi Cilnei. In: Studi Etruschi. 65–68, 2002.
- Le iscrizioni di Novilara. Istituti Editoriali e Poligrafici Internazionali, Pisa/Rome 2003.
- Varietà (diacroniche e geografiche) della lingua etrusca. In: Studi Etruschi. 72, 2006.
- Epigrafia e lingua elime: un bilancio. Edizioni della Normale, Pisa 2006.
- Sulla ricostruzione di alcuni aspetti della fonologia dell'etrusco. In: Studi Etruschi. 71, 2007.
- Rivista di epigrafia etrusca. In: Studi Etruschi. 73, 2007.
- Non una ma due: sulla lamina con culśanś al Museo dell'Accademia Etrusca e della città di Cortona. In: Studi Etruschi. 75, 2009.
- Il vaso di Niumsis Tanunis. In: Studi Etruschi. 75, 2009.
- Sulla grafia e la lingua delle iscrizioni anelleniche di Lemnos. In: Vincenzo Bellelli, Le origini degli Etruschi. Storia Archeologia Antropologia. Bretschneider, Rome 2012, ISBN 9788882657420.
- The Etruscan Language. In: Jean MacIntosh Turfa: The Etruscan World. Routledge, London 2013, ISBN 9780415673082.
- Niumsis Tanunis, la Tabula Bantina e la flessione pronominale italica. In: Studi Etruschi. 77, 2014.
- Iscrizioni anelleniche di Sicilia. Le iscrizioni elime. Appendice 1978-2020. Quaderni del Parco Archeologico di Segesta. Monografie, 1. L'Erma di Bretschneider, Roma, 2021.